# Ulica Jana Kotucza w Rybniku
Ulica Kapitana Jana Kotucza w Rybniku – jedna z najważniejszych i najruchliwszych ulic Rybnika. Ulica rozciąga się od Ronda Gliwickiego do skrzyżowania z ulicami Raciborską i Władysława Reymonta. Na całej swej długości stanowi tranzyt dla tras 78 i 935. Ma około 2 km długości.

## Obiekty
- samoobsługowa myjnia bezdotykowa
- stacja paliw Neste A24
- stacja paliw BP
- stacja paliw Statoil
- hipermarket Auchan

## Komunikacja
Przy ulicy znajdują się dwa przystanki KM – Rondo Gliwickie i Kotucza, ponadto biegną trasy 22 linii komunikacji miejskiej. Są to linie numer 1, 2, 3, 4, 5, 6, 8, 9, 10, 11, 12, 14, 18, 19, 22, 23, 40, 41, 43, 48, N2.